# Vlčkovice v Podkrkonoší
Vlčkovice v Podkrkonoší é uma comuna checa localizada na região de Hradec Králové, distrito de Trutnov‎.